# Olympische Sommerspiele 1948/Leichtathletik – Dreisprung (Männer)

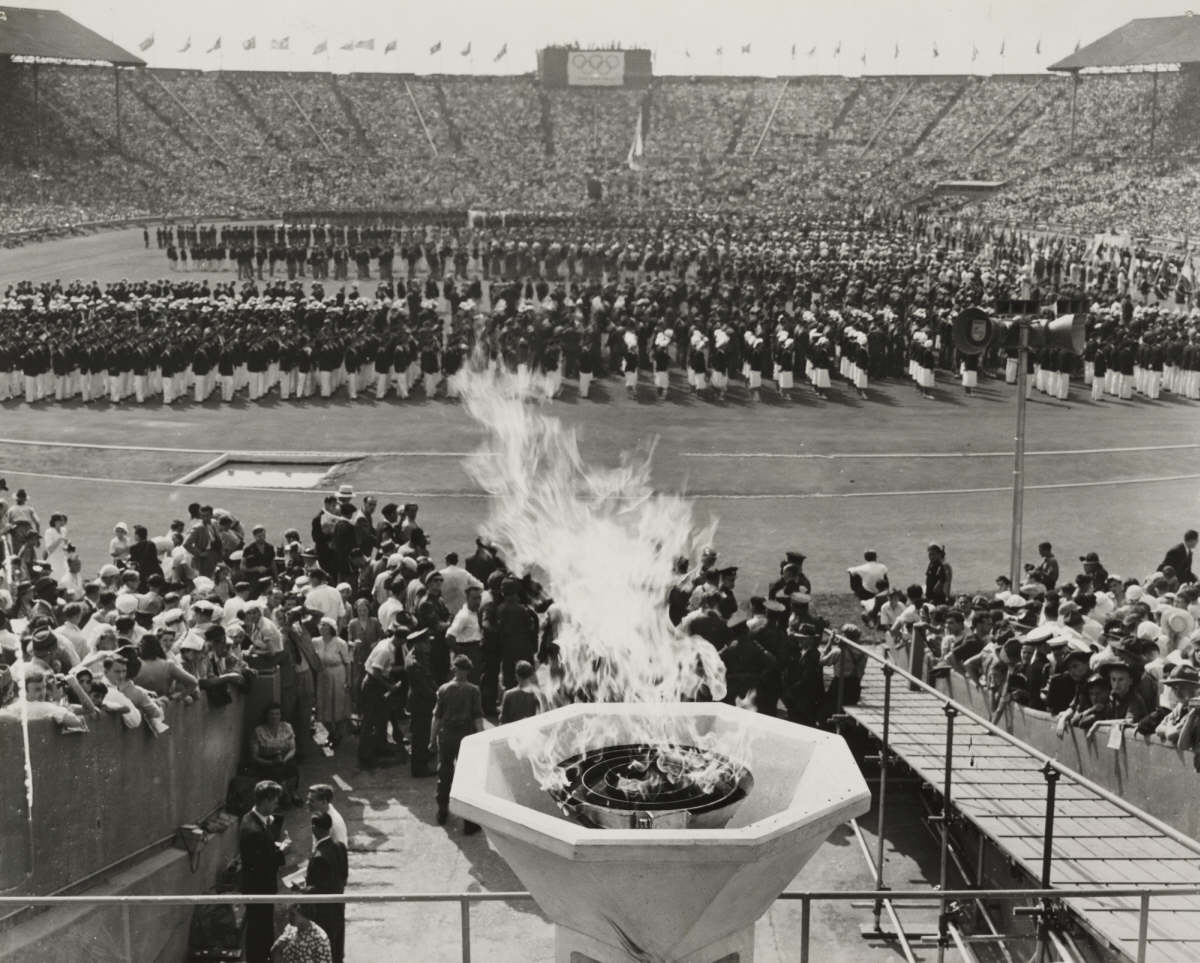
Eröffnungsfeier bei den Olympischen Spielen in London

Der Dreisprung der Männer bei den Olympischen Spielen 1948 in London wurde am 3. August 1948 im Wembley-Stadion ausgetragen. 29 Athleten nahmen teil.
Olympiasieger wurde der Schwede Arne Åhman. Er gewann vor dem Australier George Avery und dem Türken Ruhi Sarıalp.

## Bestehende Rekorde
| Weltrekord         | 16,00 m | Tajima Naoto ( Japan) | Finale OS Berlin, Deutsches Reich | 5. August 1934 |
| Olympischer Rekord | 16,00 m | Tajima Naoto ( Japan) | Finale OS Berlin, Deutsches Reich | 5. August 1934 |

Der bestehende olympische Rekord wurde bei diesen Spielen nicht erreicht. Der weiteste Sprung durch Olympiasieger Arne Åhman war um sechzig Zentimeter kürzer als der Rekord.

## Durchführung des Wettbewerbs
Die Teilnehmer traten am 3. August zu einer Qualifikationsrunde in zwei Gruppen an. Als Qualifikationsweite waren 14,50 Meter gefordert. Vierzehn Springer erreichten oder übertrafen diese Weite und – hellblau unterlegt – und qualifizierten sich für das Finale am selben Tag.
Anmerkungen:
- Die Versuchsserien und deren Reihenfolge in der Qualifikation sind unbekannt.
- Es wurde im britischen System (Fuß, Inch) gemessen, daher werden auch die halben Zentimeter angegeben.

## Qualifikation
3. August 1948, 11:00 Uhr

### Gruppe A
| Platz | Name           | Nation         | Weite    |
| ----- | -------------- | -------------- | -------- |
| 1     | George Avery   | Australien     | 15,335 m |
| 2     | Åke Hallgren   | Schweden       | 14,770 m |
| 3     | Hélio da Silva | Brasilien      | 14,640 m |
| 4     | Arne Åhman     | Schweden       | 14,600 m |
| 5     | Kim Won-kwon   | Südkorea       | 14,600 m |
| 6     | Bill Albans    | USA            | 14,550 m |
| 7     | Preben Larsen  | Dänemark       | 14,520 m |
| 8     | Erkki Koutonen | Finnland       | 14,370 m |
| 9     | Robert Bobin   | Frankreich     | 14,130 m |
| 10    | Bob Beckus     | USA            | 14,030 m |
| 11    | Charles Épalle | Frankreich     | 14,020 m |
| 12    | Luís García    | Portugal       | 13,920 m |
| 13    | Sidney Cross   | Großbritannien | 13,455 m |
| NM    | Jorge Aguirre  | Mexiko         | ogV      |
| NM    | Robert Hawkey  | Großbritannien | ogV      |

### Gruppe B
| Platz | Name                  | Nation         | Weite    |
| ----- | --------------------- | -------------- | -------- |
| 1     | Valle Rautio          | Finnland       | 14,860 m |
| 2     | Adhemar da Silva      | Brasilien      | 14,690 m |
| 3     | Henry Rebello         | Indien         | 14,650 m |
| 4     | Geraldo de Oliveira   | Brasilien      | 14,590 m |
| 5     | Lennart Moberg        | Schweden       | 14,570 m |
| 6     | Les McKeand           | Australien     | 14,550 m |
| 7     | Ruhi Sarıalp          | Türkei         | 14,530 m |
| 8     | Máximo Reyes          | Peru           | 14,380 m |
| 9     | João Rodrigues Vieira | Portugal       | 14,280 m |
| 10    | Felix Würth           | Österreich     | 13,920 m |
| 11    | Carlos Vera           | Chile          | 13,850 m |
| 12    | Allan Lindsay         | Großbritannien | 13,700 m |
| NM    | Gallage Peiris        | Ceylon         | ogV      |
| NM    | Stefán Sörensson      | Island         | ogV      |
| DNS   | Charles Thompson      | Guyana         |          |

## Legende
Kurze Übersicht zur Bedeutung der Symbolik – so üblicherweise auch in sonstigen Veröffentlichungen verwendet:
| x | ungültig |

## Finale
3. August 1948, 15:30 Uhr
Anmerkungen:
- Nur die Versuchsserien der Medaillengewinner sind bekannt. Bei den anderen Finalisten sind lediglich die Bestweiten übermittelt.
- Es wurde im britischen System (Fuß, Inch) gemessen, daher werden auch die halben Zentimeter angegeben.

| Platz | Name                | Nation     | 1. Versuch                   | 2. Versuch                   | 3. Versuch                   | 4. Versuch                   | 5. Versuch                   | 6. Versuch                   | Bestweite |
| ----- | ------------------- | ---------- | ---------------------------- | ---------------------------- | ---------------------------- | ---------------------------- | ---------------------------- | ---------------------------- | --------- |
| 1     | Arne Åhman          | Schweden   | 15,400 m                     | 14,680 m                     | 14,890 m                     | 14,580 m                     | x                            | x                            | 15,400 m  |
| 2     | George Avery        | Australien | 15,365 m                     | x                            | 14,670 m                     | 14,320 m                     | 14,780 m                     | ?                            | 15,365 m  |
| 3     | Ruhi Sarıalp        | Türkei     | 14,230 m                     | 15,020 m                     | 14,910 m                     | 15,025 m                     | x                            | ?                            | 15,025 m  |
| 4     | Preben Larsen       | Dänemark   | Versuchsserien nicht bekannt | Versuchsserien nicht bekannt | Versuchsserien nicht bekannt | Versuchsserien nicht bekannt | Versuchsserien nicht bekannt | Versuchsserien nicht bekannt | 14,830 m  |
| 5     | Geraldo de Oliveira | Brasilien  | Versuchsserien nicht bekannt | Versuchsserien nicht bekannt | Versuchsserien nicht bekannt | Versuchsserien nicht bekannt | Versuchsserien nicht bekannt | Versuchsserien nicht bekannt | 14,825 m  |
| 6     | Valle Rautio        | Finnland   | Versuchsserien nicht bekannt | Versuchsserien nicht bekannt | Versuchsserien nicht bekannt | Versuchsserien nicht bekannt | Versuchsserien nicht bekannt | Versuchsserien nicht bekannt | 14,700 m  |
| 7     | Les McKeand         | Australien | Versuchsserien nicht bekannt | Versuchsserien nicht bekannt | Versuchsserien nicht bekannt | Versuchsserien nicht bekannt | Versuchsserien nicht bekannt | Versuchsserien nicht bekannt | 14,530 m  |
| 8     | Adhemar da Silva    | Brasilien  | Versuchsserien nicht bekannt | Versuchsserien nicht bekannt | Versuchsserien nicht bekannt | Versuchsserien nicht bekannt | Versuchsserien nicht bekannt | Versuchsserien nicht bekannt | 14,490 m  |
| 9     | Åke Hallgren        | Schweden   | Versuchsserien nicht bekannt | Versuchsserien nicht bekannt | Versuchsserien nicht bekannt | Versuchsserien nicht bekannt | Versuchsserien nicht bekannt | Versuchsserien nicht bekannt | 14,485 m  |
| 10    | Bill Albans         | USA        | Versuchsserien nicht bekannt | Versuchsserien nicht bekannt | Versuchsserien nicht bekannt | Versuchsserien nicht bekannt | Versuchsserien nicht bekannt | Versuchsserien nicht bekannt | 14,330 m  |
| 11    | Hélio da Silva      | Brasilien  | Versuchsserien nicht bekannt | Versuchsserien nicht bekannt | Versuchsserien nicht bekannt | Versuchsserien nicht bekannt | Versuchsserien nicht bekannt | Versuchsserien nicht bekannt | 14,310 m  |
| 12    | Kim Won-kwon        | Südkorea   | Versuchsserien nicht bekannt | Versuchsserien nicht bekannt | Versuchsserien nicht bekannt | Versuchsserien nicht bekannt | Versuchsserien nicht bekannt | Versuchsserien nicht bekannt | 14,250 m  |
| 13    | Lennart Moberg      | Schweden   | Versuchsserien nicht bekannt | Versuchsserien nicht bekannt | Versuchsserien nicht bekannt | Versuchsserien nicht bekannt | Versuchsserien nicht bekannt | Versuchsserien nicht bekannt | 14,215 m  |
| NM    | Henry Rebello       | Indien     | Versuchsserien nicht bekannt | Versuchsserien nicht bekannt | Versuchsserien nicht bekannt | Versuchsserien nicht bekannt | Versuchsserien nicht bekannt | Versuchsserien nicht bekannt | ogV       |

Vierzehn Springer qualifizierten sich für das Finale. Als Favoriten galten vor den Spielen der Schwede Arne Ahman und der amtierende Europameister Valle Rautio aus Finnland. Nach seiner guten Weite in der Qualifikation wurde auch der Australier George Avery zum Favoritenkreis mitgezählt. Schon mit seinem ersten Finalsprung gewann Ahman seine Goldmedaille. An das Niveau des Wettkampfs von 1936 konnte der Dreisprung in London nicht anknüpfen. Der letzte Olympiasieger war mehr als einen halben Meter weiter gesprungen, aber die Menschen waren drei Jahre nach dem Zweiten Weltkrieg mit vielen anderen Dingen beschäftigt als mit dem Sport. Auf Platz acht kam der damals noch unbekannte Adhemar da Silva, der den Dreisprung bei den nächsten beiden Spielen 1952 und 1956 beherrschen sollte.
Ruhi Sarıalp gelang der erste Medaillengewinn in der Leichtathletik für die Türkei. Es war zugleich die einzige Leichtathletikmedaille für dieses Land im zwanzigsten Jahrhundert.

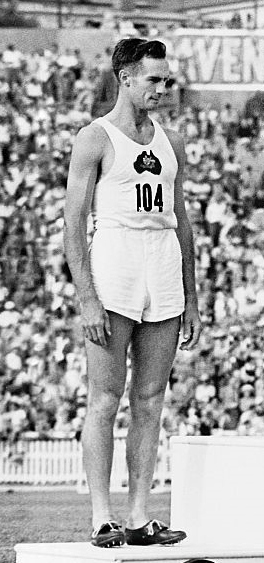
Rang sieben für Les McKeand
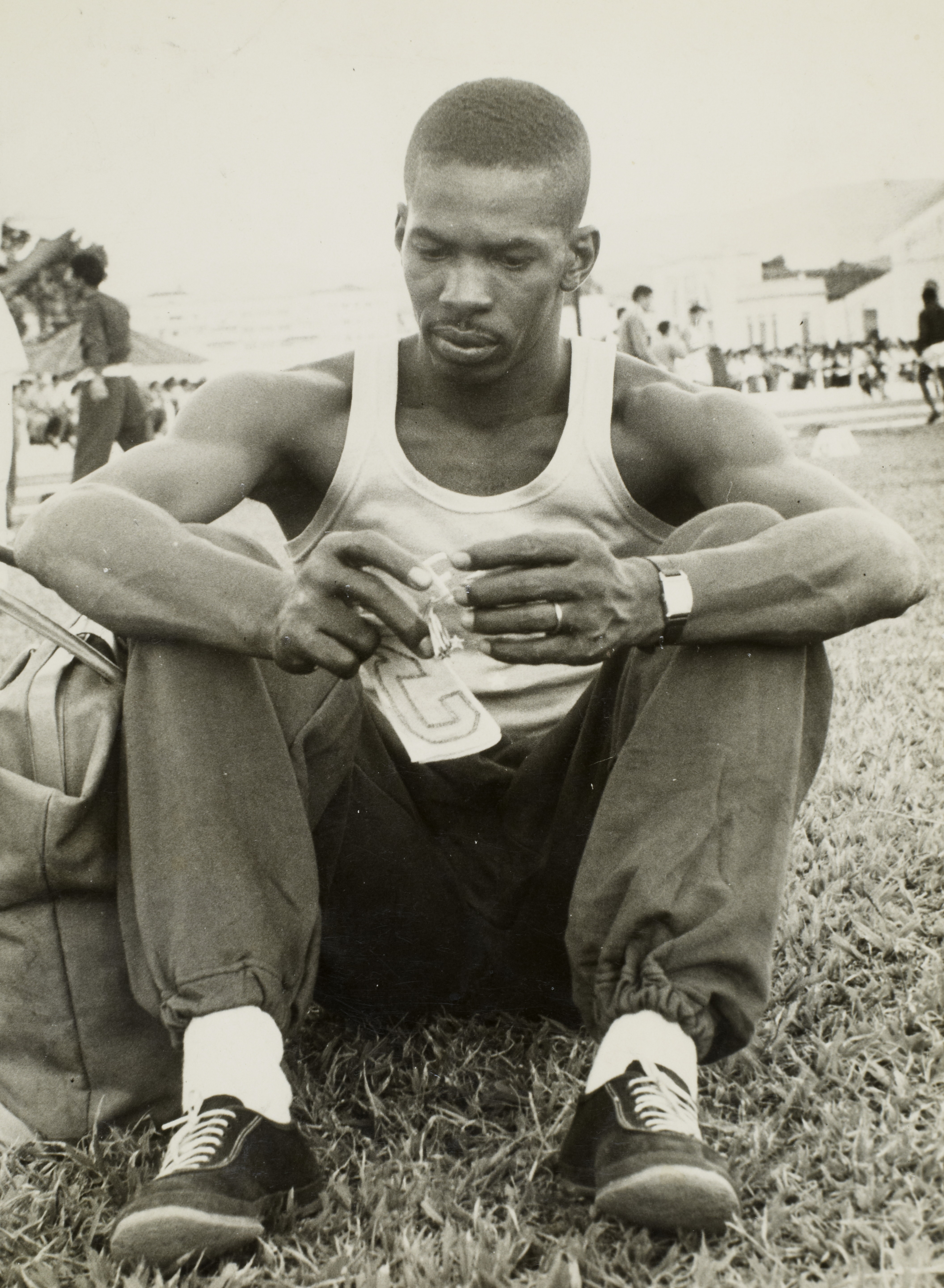
Adhemar da Silva belegte bei seinem ersten olympischen Auftritt den achten Platz – bei den nächsten beiden Spielen 1952 und 1956 gab es jeweils Gold für ihn

## Video
- The London 1948 Olympic Film Part 2 - Olympic History, Bereich 6:05 min bis 8:00 min, youtube.com, abgerufen am 26. Juli 2021